# Gorgija (dijalog)
Gorgija je jedan od najvažnijih Platonovih dijaloga kojeg bismo mogli svrstati u prijelazno razdoblje njegova opusa. Ta faza označava prijelaz iz rane „sokratovske“ faze u zrelo razdoblje Platonova stvaralaštva. Njegovu najraniju fazu obilježavaju propitivački dijalozi u kojima on veliča svog učitelja Sokrata tako što ga prikazuje kao filozofa koji je cijeli svoj život ostao dosljedan svojim moralnim uvjerenjima. Stoga je Sokrat glavni akter tih ranih dijaloga u kojima on propitkivanjem svojih sugovornika pokušava doći do ispravnih definicija moralnih vrijednosti. U dijalozima zrele faze Platon po prvi puta iznosi vlastite stavove i ideje, ali i dalje kroz usta Sokrata. 
Glavna tema Gorgije je retorika, odnosno govorništvo, a ideja koja se provlači kroz ovaj dijalog je zapravo obrana filozofskog načina života nasuprot retorike i politike. Iako je Gorgija dijalog klasičnog preispitivanja, ovdje Platon ističe svoju poziciju koja se reflektira kroz Sokratovo verbalno sukobljavanje sa sofistima koje predstavlja kroz Gorgiju, Kalikla i Polusa. Platon u Gorgiji želi pokazati da iza sofista, koji su profesionalni poučavatelji vještine govorništva, ne stoji znanje, nego umijeće uvjeravanja. Sofistima je bitna pobjeda u samom uvjeravaju te oni tako ostvaraju vlastitu korist. Najveća razlika između Platona i sofista je u tome što sofisti riječi koriste kao sredstvo manipuliranja masama koje ne znaju pa tako one za njih imaju instrumentalnu vrijednost, dok prema Platonu, one imaju puno plemenitiju moć; moć da promijene čovjeka, njegovu dušu, odnosno ono što pripada vječnosti. 

## Sokratovi sugovornici

### Gorgija
Gorgija je sofist koji je došao u Atenu oko 427. g. pr. Kr. i jedan od najvrsnijih retoričara svojeg doba čiji su prihodi stečeni podučavanjem njegovih učenika da postanu vrhunski majstori uvjeravanja te se tako dočepaju političke moći. Razlog njegova uspjeha je u tome što je svoje uporište pronašao u ideji da je vrstan govornik u prednosti pred neukim masama jer ih svojim umijećem uvjeravanja uspijeva držati u pokornosti. Stoga svrha retoričkog umijeća za njega predstavlja sredstvo kojim će pobijediti na govorničkom polju i pridobiti mase.
Za njega je retorika umijeće uvjeravanja i najveće dobro zato što ono „onima koji ga imaju daje slobodu i ujedno vlast nad ostalima, svakom u svom gradu“ (452d). Iz tog se vidi da je Gorgija svjestan činjenice koliku moć retorika može imati. Naime, on je svjestan da će ljudi potiskivati vrlinu koju možda posjeduju jer ih uvjerljiv, iako površan sofistički govor lako može obmanuti. Tako svojim stavom ističe da vrsan retoričar lako može vladati masama koje ne posjeduju istinsko znanje.
Gorgija smatra retoriku najvažnijom od svih vještina, što i dokazuje njegova tvrdnja da retorika „obuhvaća u sebi sve ostale niže vještine i da nad njima vlada“ (456b).

### Polus
On je bio Gorgijin učenik koji je također podučavao retorici.  
U dijalogu iznosi svoju tezu da retorika ima najveću moć, onu koja se očituje u potencijalu za tiraniju pa tako kaže  „Zar oni (retori) ne mogu kao tirani da ubijaju koga hoće, da otimaju imanja i progone iz zemlje kad god ih je volja“ (466c). Zbog toga retorika predstavlja prijetnju filozofiji kojoj je cilj izliječiti društvo bolesno od nemoralnosti i nepravde. 
Isto tako, Polus zastupa poziciju da nepravedan čovjek može biti sretan ako uspije umaknuti kazni, „Recimo da uhvate nekog čovjeka u pokušaju da na nezakonit način radi tiraninu o glavi, uhvate ga, muče... Zar taj bijednik treba biti sretniji nego da im je upio umaknuti i postao tiranin i da je vladao u državi do kraja svog života i radeći što ga je volja, dok mu građani i stranci zavide i smatraju ga sretnim“ ( 473bcd).
Iz svega se navedenog da zaključiti da Polus ima iskrivljene moralne vrijednosti kad mu govorništvo služi kao korisna vještina u nametanju vlastite volje i manipuliranju masama.

### Kalikle
On je bio istaknuti političar svoga doba i demokratski demagog koji je koristio umijeće govorništva radi uvjeravanja.
Kalikle smatra da je bolje činiti nepravdu, nego je trpjeti, „Trpjeti nepravdu u stvari čovjeku i ne priliči; to odgovara robu, za kojega je smrt bolja od života“ te kazuje da intelektualno superiorniji moraju dominirati nad slabijima, „jer ako mu neko nanese nepravdu (robu) ili loše postupa s njim, on ne može obraniti samoga sebe ni druge koje voli“ (483b), jer bi inače robovi bili naši gospodari. 
Prema Kaliklu, trebaju vladati jači po prirodi jer „ovi slabići bi željeli da ljude koji su po prirodi bolji načine robovima, a pošto sami nisu u stanju da se potpuno predaju uživanjima, oni hvale umjerenost i pravednost samo iz svog kukavičluka... i zar takvi ljudi ne bi bili duboko nesretni pored takve pravednosti i umjerenosti“ (492ab)  i zato su slabiji izmislili zakon kako bi zaštitili vlastite interese i nametnuli se onima koji su superiorniji, „Zakon naprotiv stvaraju slabi i gomila, a oni samo sebe i svoje koristi radi stvaraju zakone... jer oni su sami, rekao bih, zadovoljni i s jednakim zato što ništa ne vrijede“ (483bc).
U dijalogu Kalike zastupa poziciju da je filozofija, za razliku od govorništva, stvar za djecu pa tako kaže da je „filozofija veoma prijatna stvar ako se čovjek njome bavi u mladosti, ali ako se njome bavi duže nego što treba, to je onda propast za ljude“ (484c).
Kalikle izjavljuje da je „suđeno da takav čovjek (filozof) postane bijedna kukavica pa ma kako bio obdaren...izbjegavat će javna mjesta, ostatak svog života provesti sakriven u nekom ćošku šapćući s tri mlada čovjeka, a slobodna, glasna i odvažna riječ neće nikad izaći iz njegovih usta“ (485de). Za njega je govorništvo isplativije od filozofskog načina života jer vrstan govornik dominira svim sferama društva tako što svoje stavove nameće svjetini, a pravi je filozof u potpunosti predan misiji da u ljudima osvijesti neznanje jer najlakše se manipulira onima koji nemaju znanje.

## Tijek dijaloga
Na početku samog dijaloga Sokrat i Herefont dolaze Kaliklu nakon svečanosti na kojoj je glavni predavač bio Gorgija. Sokrat je želio saznati u čemu je bit Gorgijine umjetnosti i što on zapravo podučava. Tako ga je pozvao da se uključi u raspravu koja se odvijala u Šarenom trijemu. Najprije je Sokrat razgovarao s Gorgijom, a kasnije su se u raspravu uključili Polus i Kalikle.

### Razgovor s Gorgijom
Sokrat i Gorgija raspravljaju o tome što je govorništvo. Gorgijin je stav da je govorništvo umijeće govora. Tako dolaze do prve definicije: Retorika je savršenstvo u govoru.
SOKRAT: „Odgovori mi, molim te, na isti način i u vezi s retorikom: čime se ona bavi?"
GORGIJA: "Govorima." (449d)
Međutim, Sokrat uspijeva dokazati da retorika nije umijeće govora jer i drugi koriste govor da bi uvjerili (liječnik, arhitekt, konjušar).
SOKRAT: „Kakvim govorima, Gorgijo? Zar govorima kojim bolesnicima kazuju što da rade da bi ozdravili?" (449e)
„Takav je onda slučaj i sa svim ostalim vještinama, Gorgija. Svaka od njih ima posla s govorima koji se odnose na onaj predmet koji svaka ima u svojoj struci.“ (450b)

Kako Gorgijina definicija nije zadovoljila, dolazi do ispravka prve definicije koji glasi da se Retorični govori odnose na najvažnije stvari u životu.
SOKRAT: „Rekosmo da je retorika vještina koja se služi jedino riječima pri obavljavanju i vršenju svojih poslova? Je li tako?
GORGIJA: Sasvim točno.
SOKRAT: Reci mi sad što obrađuje retorika? Koja je to između svih postojećih stvari na koju se odnose njene riječi?
GORGIJA: To su, moj Sokrate, najveće i najbolje od svih ljudskih stvari.“ (451d)

Daljnjom raspravom dolaze do definicije da je Govorništvo umijeće uvjeravanja.  No kako ta definicija ne zadovoljava (spominjući pritom da i aritmetika stvara uvjeravanje ), dolaze do njenog ispravka koji glasi: Retoričko uvjeravanje stvara vjerovanje, a ne znanje što je pravedno i nepravedno. Tako Sokrat kaže da „Retorika, dakle, kao što izgleda, stvara ono uvjerenje koje dovodi do vjerovanja u odnosu na ono što je pravedno i što nepravedno, a ne ono koje dovodi do znanja“ (455a).
Tu je jasno izražena distinkcija između znanja i vjerovanja kod koje se jasno vidi da iza znanja stoji filozofija, odnosno istina koju zastupa Sokrat, a iza vjerovanja (uvjeravanja) stoje retoričari i sofisti te njihova moć, tj. sposobnost da bez znanja uspiju progurati ono što oni smatraju pravednim. Dalje raspravljajući o svrsi govorničkog umijeća, Gorgija jasno ističe svoj stav da retorika služi pridobivanju naklonosti mase i „da je govornik, razumije se, sposoban da govori pred svima o svemu i on može gomilu ljudi lakše i bolje uvjeriti nego bilo tko drugi o svemu što ga je volja“ (457ab). Ali usprkos svemu, Gorgija je svjestan da se retorika ne smije zloupotrebljavati, „Retorikom se, naprotiv, mora služiti pošteno kao bilo kojim drugim oružjem“ i da se učitelja retorike ne smije okriviti ako njegovi spretni učenici svoju retoričku počinju zloupotrebljavati, „Prema tome, bilo bi opravdano mrziti, izbaciti iz grada i ubiti samo onoga koji retoriku zloupotrebljava, a ne njegova učitelja“(457bc). Rasprava je završila Gorgijinim priznanjem da govornik ipak mora znati što je pravedno i zaključkom da je nemoguće da bi retor zloupotrijebio retoriku i bio spreman činiti nepravdu.

### Razgovor s Polusom
Nakon što su se složili oko tog zaključka, Polus upada u raspravu s interesom da je ponovno oživi, odnosno da pobije ili prihvati prethodno donesene zaključke. Tako se Polus stavlja u poziciju ispitivača nadajući se da će dobiti zadovoljavajući odgovor na pitanje što je retorika. Sokrat odgovara da je Retorika kao laskanje dio državničke vještine, odnosno da je „Retorika sjenka jednog dijela politike“ (463d). 
Razoružavajući argumentima Polusa, Sokrat pokazuje da on nema usađene prave vrijednosti dokazujući to na primjeru Arhelaja koji je bio rob, a uzdigao se do kralja. Polus iznosi tezu da su oni koji čine nepravdu sretniji od pravednika ako ne budu uhvaćeni, no Sokrat se tome žustro protivi smatrajući da su oni koji manipuliraju zapravo najnesretniji. Tako možemo iščitati da Sokrat u ovom dijalogu zna iza čega stoji i stoga to pokušava dokazati, kazavši: „ti si govorio za Arhelaja da je sretan zato što je usprkos svim odvratnim zločinima izbjegao kaznu, a ja sam bio suprotnog mišljenja... da je onaj koji čini nepravdu uvijek nesretniji od svoje žrtve... Nisam li ovo tvrdio?“ (479e). 
Obojica su se složili da čovjek ima dva dijela; tijelo koje će propasti i dušu koja je vječna. Tako Sokrat kaže: „Pošto postoje dva objekta (tijelo i duša) tvrdim da postoje dvije umjetnosti. Umjetnosti koja ima posla s dušom ja nazivam s politikom, a onu drugu, onu koja se bavi tijelom, ne mogu da nazovem jednim imenom; jer u njezi tijela koja je jedinstvena ja razlikujem dva dijela: gimnastiku i medicinu. U politici zakonodavstvo odgovara gimnastici, a pravda odgovara medicini“ (464bc). Ono što nas održava u dobroj formi, način na koji održavamo našu dušu zdravom čine poštovanje zakona i pravednosti, dok se za tijelo brinu gimnastika i medicina. Tome su dijametralno suprotni sofizam i govorništvo koji su način na koji prikrivamo naše nedostatke. Sokrat se tako referira na to da je „odnos između uljepšavanja i gimnastike jednak odnosu između kuharstva i medicine ili bolje rečeno odnos između dotjerivanja i gimnastike jednak je odnosu između sofistike i zakonodavstva, a odnos između kuharstva i medicine jednak je odnosu retorike i pravosuđa“ (465c).
Dalje u raspravi Sokrat zastupa tezu da je moć tirana i govornika najmanja, „Ja naime, dragi moj Poluse, tvrdim da i retori i tirani u gradovima imaju najmanju moć" (466de) i da su sretniji oni koji čine pravedne stvari, „ja tvrdim da su samo dobri valjani ljudi sretni i da su nepošteni i zli ljudi nesretni“ (470e) što je suprotno Polusovoj poziciji.

Dobro je ono što je pravedno, tako Sokrat izjednačava pravednost s dobrotom u duši. 
SOKRAT: „Ako su dva bolesnika na isti način bolesna, bilo tijelom ili dušom, koji je nesretniji, da li onaj koji se liječi pa ozdravi ili onaj koji se ne izliječi i ostane bolestan?“ 
POLUS: Rekao bih onaj koji se ne izliječi“ (478d).

Sokrat mu zatim zadaje finalan udarac u raspravi kazavši mu da je najsretniji onaj koji nema zla u duši.
SOKRAT: „Onda najveću sreću uživa onaj čija duša nije okaljana nikakvim nevaljalstvom, pošto se ono pokazalo kao najveće zlo“ (478e).
Kroz cijeli se dijalog zapravo proteže Sokratov stav da se nijedno zlo i nepravda ne mogu opravdati bez obzira na to koje im okolnosti prethode. Tako donosi Zaključak o koristi retorike kad kaže: „Retorika, prema tome, moj dragi Polus, ne donosi nikakvu korist ako treba da sami sebe branimo u slučaju da smo počinili nepravdu“ (480b). 

### Razgovor s Kaliklom
Nakon što su Sokrat i Polus zaključili da nema neke velike koristi od retorike: „za čovjeka koji nije voljan da čini nepravdu, ne vidim neku veliku korist od nje ako se uopće o nekoj koristi može i govoriti, jer u našim prethodnim raspravljanjima vidjeli smo da je nema“ (481b), pa se Kalikle iznenađen uključio u razgovor tražeći da on propita Sokrata.
On smatra da se Polus nikad nije trebao složiti „u tome da je činiti nepravdu ružnije nego trpjeti je“ (482e). 
Iako Kalikle tvrdi da pravednost u prirodi traži da bolji ima više, „već sama priroda otkriva da je pravedno ako bolji ima više od goreg, a jači više od slabijeg.“ (483d), Sokrat to opovrgava tako što kaže: „ne samo zakon, dakle, nego i priroda potvrđuje da je ružnije činiti nepravdu nego trpjeti je i da je pravedno imati podjednako“ (489a). Zbog toga Sokrat smatra da priroda i zakon jedno drugom nisu protivni, odnosno da se oni nadopunjuju. Samim time, prema Sokratu, zakon nije nešto što su izmislili slabiji da se nametnu superiornijima, već su zakoni gomile djelo jačih i djelo boljih, „Nije li mnoštvo po samoj prirodi jače od pojedinca? Pa zar gomila ne donosi i zakone za pojedince, kao što si maloprije tvrdio?..Onda su zakoni gomile djelo jačih...Prema tome i djelo boljih? Jer moćniji su, po tvom shvaćanju, i bolji.“ (488de) Iz svega toga izvlače zaključak „da je pravda u jednakosti, a ne nejednakosti, i da je sramnije činiti nepravdu nego trpjeti je.“ (490a). U razgovoru s Kaliklom, kao i s Polusom, Sokrat još jednom pokazuje da je on osoba koja vodi razgovor i koji ne koristi metodu proptikivanja samo kako bi došao do nove definicije, već se zauzima za ono u što je siguran iznoseći vlastito mišljenje za razliku od dijaloga iz ranijeg razdoblja gdje polazi od toga da ništa ne zna. Tako Sokrat kaže: „Ove istine za koje sam se zauzimao i koje su svi naši prethodni razgovori dokazali povezane su i učvršćene, ako smijem tako reći, željeznim i čeličnim okovima“ (508e).
Kao što je već prije rečeno, Kalikle naglašava da je filozofija odraz djetinjastog karaktera i da je stvar za djecu te mu savjetuje da se okani filozofije. Nadalje, Kalikle zna da filozofija sama po sebi ne vrijedi ništa ako masi ne uspijemo nametnuti svoje mišljenje kao ono koje je ispravno, pa se čini da Platon kroz usta Kalikla ukazuje na to da Sokratov filozofski projekt nije uspio jer se Sokrat na sudu nije uspio obraniti pred onima koji su ga optužili „tvdeći da si učinio neki zločin, iako nisi kriv; vrlo dobro znaš da bi ostao bez obrane, da se ne bi znao snaći, da bi izgubio glavu i da bi u neprilici otvarao usta i da ne bi bio u stanju riječi progovoriti“ (486b). Kalikle je svjestan činjenice da je najlakše nametnuti svoje mišljenje onima koji neznaju, koji nemaju stabilna moralna uvjerenja pa to jako dobro koristi. Najtragičnije je što je tako funkcionirala i atenska skupština što dokazuje nepravedna osuda Sokrata. Posebno u ovom razgovoru s Kaliklom Sokrat naglašava da je cilj državnika pronaći način da građane učine boljima jer je politika u svojoj biti usmjerena na postizanje općeg dobra. Po tome je jedino Sokrat pravi državnik, što i dokazuje: „Mislim da sam jedini od rijetkih Atenjana, da ne kažem jedini, koji se bavi pravom političkom vještinom, jedini koji radi na općem dobru“ (521d). 
Time pokazuje da je filozofija pravo političko umijeće koje se našlo u tragičnoj situaciji jer retorika ima moć masu zadiviti lijepim riječima i obećanjima. Također naglašava da političko umijeće, za razliku od filozofije, ne treba vremena, one koji ne znaju lako je obmanuti. U ovom dijalogu, Sokrat nije uspio u potpunosti poraziti svoje sugovornike jer se ispostavilo da su sofisti kao što su Gorgija i Polus zapravo uvijek u prednosti. Oni uvjeravaju masu za čije uvjeravanje nije potrebno puno vremena. Sokratu je nedostajalo upravo vremena da se obrani i pokaže da je ono za što je živio ispravno. Po svemu sudeći, u Gorgiji kao tekstu prijelaznog razdoblja, iznoseći prednosti i mane filozofije, Platon razmišlja o tome zašto sokratovski projekt nije uspio te kakvu prijetnju filozofiji predstavlja retorika jer su najopasniji oni koji su sigurni da znaju, a zapravo ne znaju.

## Vanjske poveznice
- prijevod i uvod u dijalog Benjamina Jowettasa stranice Ancientexts.org[neaktivna poveznica]
- The greatest and ulitimate evils in Plato's Gorgias